# Municipio de Shoal Creek (Illinois)
El municipio de Shoal Creek (en inglés: Shoal Creek Township) es un municipio ubicado en el condado de Bond en el estado estadounidense de Illinois. En el año 2010 tenía una población de 1783 habitantes y una densidad poblacional de 11,82 personas por km².

## Geografía
El municipio de Shoal Creek se encuentra ubicado en las coordenadas 38°58′22″N 89°32′31″O / 38.97278, -89.54194. Según la Oficina del Censo de los Estados Unidos, el municipio tiene una superficie total de 150.88 km², de la cual 150,82 km² corresponden a tierra firme y (0,04 %) 0,05 km² es agua.

## Demografía
Según el censo de 2010, había 1783 personas residiendo en el municipio de Shoal Creek. La densidad de población era de 11,82 hab./km². De los 1783 habitantes, el municipio de Shoal Creek estaba compuesto por el 98,21 % blancos, el 0,06 % eran afroamericanos, el 0,11 % eran amerindios, el 0,17 % eran asiáticos, el 0,06 % eran de otras razas y el 1,4 % eran de una mezcla de razas. Del total de la población el 0,56 % eran hispanos o latinos de cualquier raza.